# Manuel Espadas Burgos
Manuel Espadas Burgos (Ciudad Real, 2 de marzo de 1936-Madrid, 21 de mayo de 2023) fue un historiador español, especializado en la Edad Contemporánea.

## Biografía
Doctor en Historia por la Universidad Complutense, de la que fue profesor. Más tarde, profesor de investigación del CSIC, de su comité científico, de su junta de gobierno, del Instituto de Historia del mismo CSIC y de su revista Hispania. También ha sido director de la Escuela Española de Historia y Arqueología en Roma (1997-2006), presidente del Comité Español de Ciencias Históricas, miembro del Consejo Social de la Universidad de Castilla-La Mancha, director del Instituto de Estudios Manchegos, vicepresidente de la Fundación Cultural de Castilla-La Mancha y miembro del Instituto de Estudios Madrileños.

## Premios y distinciones
Entre otros, recibió las siguientes distinciones:
- Palmas académicas otorgadas por el Gobierno francés.
- Doctor honoris causa por la Universidad de Castilla-La Mancha
- Cruz de Honor de las Ciencias y las Artes, otorgado por el Gobierno de Austria.[2]

## Obras
- Alfonso XII y los orígenes de la Restauración. Madrid: Consejo Superior de Investigaciones Científicas. 1975 reed 1990. ISBN 84-00-07060-7.
- La Guerra de la Independencia y la época constitucional : (1808-1898). Madrid: Editorial Gredos, S.A. 1990. ISBN 84-249-1415-5.
- Franquismo y política exterior. Madrid: Ediciones Rialp, S.A. 1987. ISBN 84-321-2398-6.
- Buscando a España en Roma. Madrid: Lunwerg Editores S.L. 2006. ISBN 84-9785-351-2.